# PHF3
PHF3‏ (PHD finger protein 3) هوَ بروتين يُشَفر بواسطة جين PHF3 في الإنسان.